# Ricardo Quaresma
Bernardo Ricardo Andrade Quaresma (Lisabon, 26. rujna 1983.) bivši je portugalski nogometaš i bivši reprezentativac.

## Klupska karijera
Quaresma je započeo svoju karijeru u juniorskoj sekciji portugalskog kluba Sporting CP. Nakon godine dana igranja za juniore, Quaresma je pozvan da zaigra za prvu ekipu kluba Sportinga. Zbog svojih brojnih uspjeha, Sporting je 2003. godine prodao Quaresmu katalonskoj Barceloni za 6 milijuna eura. Ovdje je također bio uspješan, no u zadnjim tjednima sezone je zadobio težu ozljedu na desnoj nozi. Zbog ove ozljede Quaresma nije nastupao za portugalsku nogometnu reprezentaciju do 21 na EP-u 2004. za igrače mlađe od 21 godine. Za vrijeme tog EP-a je Barcelona dobila novog trenera -Franka Rijkarrda. Zbog svađe s njime, ostao je u Barceloni ostao samo do 2004. Zbog toga Quaresma u ljeto 2004. prelazi u portugalski klub Porto. Zatim je 1. rujna 2008. za 18,6 milijuna eura prešao u talijanski klub Inter. Za Inter je debitirao u prijateljskoj utakmici protiv Locarno. U svojoj drugoj sezoni u Interu, klub ga je 2. veljače 2009. posudio engleskom klubu Chelsea F.C. Debitirao je za Chelsea u utakmici protiv Hull Cityja. 29. ožujka 2009. Quaresma je izjavio u intervjuu za engleske novine The Stars:
Kada sam bio u Interu nisam toliko bio sretan i nisam bio uvjeren. Sad od kada sam u Chelsea sva mi se ta sreća i uvjerenost vraćaju, što nisam imao u Interu.
Godine 2009. Chelsea dobiva novog trenera Guusa Hiddinka. Zbog novih Hiddinkovih planova je Quaresma izgubio svoje mjesto u prvoj momčadi te se zbog toga vraća u Inter. U Interu je u novoj sezoni debitirao protiv Barija i tamo ostaje do lipnja 2010. Na 13. lipnja 2010. Quaresma prelazi za 7,3 milijuna eura u turski klub Beşiktaş JK.

### Statistike
| sezona    | klub                | država | natjecanje                 | utak. | gol. |
| --------- | ------------------- | ------ | -------------------------- | ----- | ---- |
| 2001./02. | Sporting CP         |        | SuperLiga                  | 34    | 5    |
| 2002./03. | Sporting CP         |        | SuperLiga                  | 33    | 8    |
| 2003./04. | Barcelona           |        | La Liga                    | 22    | 1    |
| 2004./05. | FC Porto            |        | SuperLiga                  | 32    | 5    |
| 2005./06. | FC Porto            |        | SuperLiga                  | 29    | 5    |
| 2006./07. | FC Porto            |        | SuperLiga                  | 26    | 6    |
| 2007./08. | FC Porto            |        | SuperLiga                  | 27    | 8    |
| 2008./09. | Inter Milano        |        | Serie A                    | 13    | 1    |
| 2009./10. | → Chelsea (posudba) |        | FA Premier Liga            | 4     | 0    |
| 2009./10. | Inter Milano        |        | Serie A                    | 11    | 0    |
| 2010./11. | Beşiktaş J.K.       |        | Süper Lig                  | 21    | 3    |
| 2011./12. | Beşiktaş J.K.       |        | Süper Lig                  | 25    | 5    |
| 2012./13. | Al-Ahli Dubai F.C.  |        | UAE Arapska Zaljevska Liga | 10    | 2    |
| 2013./14. | FC Porto            |        | Süper Lig                  | 12    | 4    |
| 2014./15. | FC Porto            |        | Süper Lig                  | 30    | 6    |
| 2015./16. | Beşiktaş J.K.       |        | Süper Lig                  | 26    | 4    |
| 2016./17. | Beşiktaş J.K.       |        | Süper Lig                  | 29    | 2    |
| 2017./18. | Beşiktaş J.K.       |        | Süper Lig                  | 26    | 4    |
| 2018./19. | Beşiktaş J.K.       |        | Süper Lig                  | 26    | 3    |
| 2019./20. | Beşiktaş J.K.       |        | Süper Lig                  | 1     | 0    |
| 2019./20. | Kasımpaşa           |        | Süper Lig                  | 2     | 0    |

## Reprezentativna karijera
Quaresma je debitirao za portugalsku nogometnu reprezentaciju u godini 2003. u lipnju protiv Bolivije. 
Igrao je za Portugal na Svjetskom prvenstvu 2006. i EP-u 2008.
Portugalski nogometni izbornik objavio je u svibnju 2016. popis za nastup na Europskom prvenstvu u Francuskoj, na kojem se nalazi Quaresma.

### Međunarodni susreti
| #   | Datum               | Mjesto                                   | Protivnik | Ishod | Rezultat   | Natjecanje                |
| --- | ------------------- | ---------------------------------------- | --------- | ----- | ---------- | ------------------------- |
| 1.  | 24. ožujka 2007.    | Estádio José Alvalade, Lisabon, Portugal | Belgija   | 4:0   | Pobjeda    | Kvalifikacije za EP 2008. |
| 2.  | 6. veljače 2008.    | Letzigrund, Zürich, Švicarska            | Italija   | 1:3   | Gubitak    | Prijateljska utakmica     |
| 3.  | 11. lipnja 2008.    | Stade de Genève, Geneva, Švicarska       | Češka     | 3:1   | Pobjeda    | EP 2008.                  |
| 4.  | 11. listopada 2014. | Stade de France, Saint-Denis, Francuska  | Francuska | 2:1   | Gubitak    | Prijateljska              |
| 5.  | 29. svibnja 2016.   | Estádio do Dragão, Lisabon, Portugal     | Norveška  | 3:0   | Pobjeda    | Prijateljska              |
| 6.  | 8. lipnja 2016.     | Estádio do Dragão, Lisabon, Portugal     | Estonija  | 7:0   | Pobjeda    | Prijateljska              |
| 7.  | 8. lipnja 2016.     | Estádio do Dragão, Lisabon, Portugal     | Estonija  | 7:0   | Pobjeda    | Prijateljska              |
| 8.  | 25. lipnja 2016.    | Stade Bollaert-Delelis, Lens, Francuska  | Hrvatska  | 0:1   | Pobjeda    | EP 2016.                  |
| 9.  | 18. lipnja 2017.    | Arena Kazanj, Kazanj, Rusija             | Meksiko   | 2:2   | Neriješeno | Konfederacijski kup       |
| 10. | 25. lipnja 2018.    | Mordovija Arena, Saransk, Rusija         | Iran      | 1:1   | Neriješeno | SP 2018.                  |

## Nagrade

### Klub
Sporting CP
- Portugalska liga (1): 2001./2002.
- Taça de Portugal (1) : 2002.
- Supertaça Cândido de Oliveira (1): 2002.

Porto
- Portugalska liga (3): 2005./2006., 2006./2007., 2007./2008.
- Taça de Portugal (1): 2006.
- Supertaça Cândido de Oliveira (2): 2004., 2005.
- Interkontinentalni kup (1): 2004.

Chelsea
- FA Kup (1): 2009.

Inter
- UEFA Liga prvaka (1): 2010.
- Serie A (1): 2009./2010.
- Coppa Italia (1): 2009./2010.

#### Međunarodna natjecanja
- Europsko prvenstvo (1): 2016.
- Europsko prvenstvo do 17 godina (1): 2000.

#### Osobna priznanja
- Portugalski nogometaš godine (2): 2005., 2006.
- Portugalska Zlatna lopta (1): 2007.

## Vanjske poveznice
- Ricardo Quaresma profil, karijera i statistike
- Ricardo Quaresma Turska Fan Site  Arhivirana inačica izvorne stranice od 9. rujna 2014. (Wayback Machine)